# Man With No Name
 (mai 2019).
Si vous disposez d'ouvrages ou d'articles de référence ou si vous connaissez des sites web de qualité traitant du thème abordé ici, merci de compléter l'article en donnant les références utiles à sa vérifiabilité et en les liant à la section « Notes et références ».
Man With No Name ou M.W.N.N., est le pseudonyme du DJ et producteur de musique électronique d’origine britannique, Martin Freeland. 

## Carrière musicale

### Début de carrière: 1985–1995
La carrière de Martin Freeland commence au milieu des années 1980. Il  travaille comme producteur et remixeur pour divers artistes de musique dansante tels que Belouis Some et le groupe de musique pop britannique Mirage. À la fin des années 1980, il  produit ses propres œuvres originales sous les noms de Positiv Noize, Perfectly Ordinary People ou encore Pisces. Il expérimente le son de la techno avec le single Take Me Higher sous ce dernier.
En 1990, Freeland sort le single Way Out West, sous le nom de Man With No Name.
En 1994, il sort chez le label anglais Dragonfly Records, créé en 1993 par Martin Glover, le morceau Teleport et par la même occasion devient populaire en étant l'un des premiers musiciens de la nouvelle scène musicale électronique qu'est alors la scène Goa-Psytrance.

## Discographie
- 1996 : Moment of Truth
- 1998 : Earth Moving the Sun
- 2000 : Teleportation
- 2003 : Interstate Highway